# 蒂勒爾縣 (北卡羅萊納州)
蒂勒爾縣（英語：Tyrrell County）是美国北卡罗来纳州東部的一個縣，位於阿爾伯馬爾灣南岸，面積1,555平方公里。根据2020年美國人口普查，共有人口3,245人，是全州人口最少的縣。縣治哥倫比亞（Columbia）。蒂勒爾選區（Tyrrell Precinct）成立於1729年11月27日，1739年設縣；縣名紀念北卡罗来纳省總督約翰·蒂勒爾（Sir John Tyrrell）。